# Maand
Een maand is een tijdseenheid die oorspronkelijk was gebaseerd op de omlooptijd van de maan. In de huidige gregoriaanse kalender en andere kalendersystemen die op het zonnejaar gebaseerd zijn, is de lengte van de maand zodanig dat er 12 maanden in een jaar gaan. In systemen die op de maanbaan gebaseerd zijn, is de lengte van een maand zodanig dat hij zo veel mogelijk overeenkomt met de synodische maand (zie ook andere maandkalenders). In een gregoriaanse maand zit gemiddeld ongeveer 4,35 week.

## Geschiedenis
De woorden maan en maand zijn etymologisch verwant. Oorspronkelijk was een maand niet een twaalfde van een zonnejaar maar een deel van een maanjaar. Uit opgegraven kerfstokken is gebleken dat men al tijdens het Paleolithicum het tellen van de dagen in verband bracht met de maanfasen. De kalendermaand ofwel burgerlijke maand heeft om praktische redenen een geheel aantal dagen; de maanden hebben echter niet steeds evenveel dagen.

## Soorten
In de astronomie onderscheidt men verschillende soorten maanden:

### Siderische maand
De siderische maand is de gemiddelde tijd waarin de maan een volledige omloop om de aarde volbrengt ten opzichte van de vaste sterren, duur: 27,321 662 dagen

### Synodische maand
De synodische maand is de tijd tussen twee nieuwe manen, gemiddeld 29,530 588 dagen.

### Draconitische maand
De draconitische maand of knopenmaand is de gemiddelde periode tussen twee opeenvolgende malen dat de maan de ecliptica (het baanvlak van de aarde) van Zuid naar Noord passeert, tevens een volledige revolutie van de maan om de aarde ten opzichte van de klimmende maansknoop. De draconitische maand duurt 27,212 224 dagen.

### Anomalistische maand
De anomalistische maand is de tijdsduur tussen twee opeenvolgende malen dat de maan in het perigeum - ofwel het punt waarop ze zich het dichtst bij de Aarde bevindt - staat. Een anomalistische maand duurt gemiddeld 27,554 550 dagen.

### Tropische maand
De tropische maand is de periode tussen twee opeenvolgende malen dat de maan haar grootste noordelijke declinatie bereikt (ook de periode tussen twee opeenvolgende malen dat de maan de evenaar van Zuid naar Noord passeert) en een volledige revolutie van de maan om de aarde ten opzichte van het lentepunt. De gemiddelde duur is 27,321 582 dagen.

## Maanden in het westerse jaar
Het Westerse jaar bestaat uit de volgende maanden:
| Maand     | Aantal dagen | Genoemd naar                       | Andere namen                               |
| --------- | ------------ | ---------------------------------- | ------------------------------------------ |
| januari   | 31           | de Romeinse god Janus              | louwmaand, ijsmaand, wolfsmaand, hardmaand |
| februari  | 28 of 29     | de Etruskische god Februus         | sprokkelmaand                              |
| maart     | 31           | de Romeinse god Mars               | lentemaand                                 |
| april     | 30           | aperire ( = openen in Latijn)      | grasmaand                                  |
| mei       | 31           | de Griekse godin Maia              | bloeimaand, wonnemaand, Mariamaand         |
| juni      | 30           | de Romeinse godin Juno             | zomermaand, weidemaand                     |
| juli      | 31           | de Romeinse veldheer Julius Caesar | hooimaand                                  |
| augustus  | 31           | de Romeinse keizer Augustus        | oogstmaand                                 |
| september | 30           | Latijn voor zevende maand          | herfstmaand                                |
| oktober   | 31           | Latijn voor achtste maand          | wijnmaand, zaaimaand                       |
| november  | 30           | Latijn voor negende maand          | slachtmaand                                |
| december  | 31           | Latijn voor tiende maand           | wintermaand, feestmaand, kerstmaand        |

Bij het aangeven van een tijdsduur is een complicatie dat de lengte van een maand kan variëren van 28 tot en met 31 dagen. Een uitdrukking als "2 maanden en 20 dagen" is daardoor onnauwkeurig in termen van aantal dagen, tenzij duidelijk is op welke datum deze periode ingaat. Bovendien kan "2 maanden en 20 dagen" plus "3 maanden en 15 dagen" bijvoorbeeld "6 maanden en 5 dagen" zijn, maar ook "6 maanden en 4 dagen". Zelfs bij een gegeven begindatum kan de uitkomst ook anders zijn bij verwisseling van de twee termen ("3 maanden en 15 dagen" plus "2 maanden en 20 dagen").

## Ezelsbruggetje

Boven op de knokkels (geel): 31 dagen
Tussen de knokkels (blauw): 30 dagen
februari (rood) heeft 28 of 29 dagen.

Er bestaat een ezelsbruggetje om het aantal dagen van elke kalendermaand te onthouden.
Als je je twee handen tot een vuist maakt en tegen elkaar houdt, stellen de knokkels en dalen daartussen de maanden voor. Maanden die bij een knokkel (berg) horen hebben 31 dagen (hoog); bij de dalen (laag) horen maanden met weinig dagen, namelijk 30, behalve februari, dat aantal, 28 en voor een schrikkeljaar 29, moet apart onthouden worden.
Beginnend vanaf links hoort de knokkel van de linkerpink bij januari, dus januari heeft 31 dagen. Daarna komt tussen de knokkels van de linkerpink en -ringvinger een dal dat bij februari hoort. Daarna weer een hoge knokkel van de ringvinger, dus maart heeft 31 dagen. Het volgende dal hoort bij april, dus 30 dagen. Enzovoort. De knokkels van de linker- en rechterwijsvinger liggen direct tegen elkaar; zij horen bij juli en augustus, beide maanden hebben dus 31 dagen.

## Maandpatroon
Een maandpatroon komt veel voor bij het ontvangen van loon of pensioen, en periodieke betaling van vaste lasten zoals die voor huisvesting (huur en servicekosten of hypotheeklasten) en sommige abonnementen, vooral als een jaarbedrag zou worden ervaren als erg veel in één keer.
Dagen en tijden van school en werk, openingstijden en dienstregelingen volgen vaak meer een weekpatroon dan een maandpatroon.

## Andere maandkalenders

### Franse republikeinse kalender
Tijdens de Franse Revolutie is tijdelijk een andere kalender ingevoerd. Deze Franse republikeinse kalender telde 12 maanden van elk 30 dagen. Elke maand bestond uit 3 weken van elk 10 dagen. Daarnaast waren er 5 losse dagen.
1. vendémiaire (wijnmaand)
2. brumaire (mistmaand)
3. frimaire (koudemaand)
4. nivôse (sneeuwmaand)
5. pluviôse (regenmaand)
6. ventôse (windmaand)
7. germinal (kiemmaand)
8. floréal (bloeimaand)
9. prairial (weidemaand)
10. messidor (oogstmaand)
11. thermidor (hittemaand)
12. fructidor (vruchtmaand)

### Iraanse kalender
De Iraanse kalender wordt momenteel gebruikt in Iran en Afghanistan. Hij bestaat uit de volgende 12 maanden:
1. Farvardin (فروردین)‎, 31 dagen
2. Ordibehesht (اردیبهشت)‎, 31 dagen
3. Khordad (خرداد)‎, 31 dagen
4. Tir (تیر)‎, 31 dagen
5. Mordad (مرداد)‎, 31 dagen
6. Shahrivar (شهریور)‎, 31 dagen
7. Mehr (مهر)‎, 30 dagen
8. Aban (آبان)‎, 30 dagen
9. Azar (آذر)‎, 30 dagen
10. Dey (دی)‎, 30 dagen
11. Bahman (بهمن)‎, 30 dagen
12. Esfand (اسفند)‎, 29 dagen, 30 in schrikkeljaren

### Islamitische kalender
Er zijn ook 12 maanden in de islamitische kalender. Ze heten als volgt:
1. Muharram
2. Safar
3. Rabi' al-awwal
4. Rabi' al-thani
5. Djoemada al-awwal
6. Djoemada al-thani
7. Rajab
8. Sha'aban
9. Ramadan
10. Shawwal
11. Dhoe al-Qi'dah
12. Dhoe al-Hidzjah

Het islamitische jaar is een zuiver maanjaar. Dit betekent dat islamitische kalender geen schrikkelmaand kent en alle maanden 29/30 dagen lang zijn. Daarom vallen de islamitische maanden - inclusief de feesten - ten opzichte van een zonnekalender elk jaar 11 dagen vroeger.

### Hebreeuwse kalender
De Hebreeuwse kalender heeft 12 tot 13 maanden:
1. Nisan, 30 dagen ניסן
2. Iar, 29 dagen אייר
3. Sivan, 30 dagen סיון
4. Tammoez, 29 dagen תמוז
5. Av, 30 dagen אב
6. Eloel, 29 dagen אלול
7. Tisjri, 30 dagen תשרי
8. Chesjvan, 29/30 dagen חשון
9. Kislew, 29/30 dagen כסלו
10. Tevet, 29 dagen טבת
11. Sjevat, 30 dagen שבת
12. Adar, 30 dagen, schrikkelmaand אדר א
13. Adar (2), 29 dagen אדר ב

Adar (ook Adar 1) wordt slechts 7 maal in een periode van 19 jaren ingevoegd voor Adar 2, die in gewone jaren (niet-schrikkeljaren) Adar wordt genoemd.

### Hindoekalender
De hindoekalender heeft een ander systeem voor de naamgeving en indeling van de maanden. Deze zijn gebaseerd op maanstanden en de sterrenconstellatie waarin zij zich op dat moment bevinden. De namen van de maanden zijn:
1. Chaitra
2. Vaishaakha
3. Jyaishtha
4. Aashaadha
5. Shraavana
6. Bhaadrapada
7. Ashvina
8. Kaartika
9. Maargashiirsha
10. Pausha
11. Maagha
12. Phaalguna

Deze namen worden ook gebruikt in de nationale kalender van India.
Een hindoemaand bestaat uit 30 dagen: een donkere periode van 15 dagen (Krishnapaksha) en een lichte periode van 15 dagen (Shuklapaksha).
Een jaar telt dus 360 dagen.

### Boeddhistische/Singalese kalender
De Singalese kalender is de boeddhistische kalender zoals gehanteerd in Sri Lanka, met de namen in het Singalees. De maanden heten hier als volgt:
1. Vesak
2. Poson
3. Esala
4. Nikini
5. Binara
6. Vap
7. Il
8. Unduvap
9. Duruthu
10. Navam
11. Medin
12. Bak

### Bahá'í-kalender
In de Bahá'í-kalender dragen de maanden de namen van eigenschappen die aan God worden toegeschreven. Een jaar bestaat uit 19 maanden van elk 19 dagen, waardoor het totaal aantal dagen in een jaar 361 bedraagt. Om een jaar even lang te laten duren als een zonnejaar worden er tussen de achttiende en de negentiende maand een paar dagen ingevoegd (4 in een gewoon jaar, 5 in een schrikkeljaar).
1. Bahá’ (Pracht) 21 maart
2. Jalál (Heerlijkheid) 9 april
3. Jamál (Schoonheid) 28 april
4. ‘Aẓamat (Grootheid) 17 mei
5. Núr (Licht) 5 juni
6. Raḥmat (Genade) 24 juni
7. Kalimát (Woorden) 13 juli
8. Kamál (Volmaaktheid) 1 augustus
9. Asmá’ (Namen) 20 augustus
10. ‘Izzat (Macht) 8 september
11. Mashíyyat (Wil) 27 september
12. ‘Ilm (Kennis) 16 oktober
13. Qudrat (Macht) 4 november
14. Qawl (Spraak) 23 november
15. Masá’il (Vragen) 12 december
16. Sharaf (Eer) 31 december
17. Sulṭán (Soevereiniteit) 19 januari
18. Mulk (Heerschappij) 7 februari
19. Schrikkeldagen (Ayyám-i-Há') 26 februari - 1 maart
20. ‘Alá’ (Verhevenheid) 2 maart

### Egyptische kalender
De oude Egyptische kalender bestond ook uit 12 maanden van elk 30 dagen. De oude Bijbelse kalender, de moderne joodse kalender en de islamitische kalender kennen de lunaire maand van 29 of 30 dagen.

### Romeinse kalender
De Romeinse kalender - die de voorloper was van de Juliaanse - kende ten opzichte van de Gregoriaanse een paar andere maanden:
- Mercedonius of Intercalaris, een extra maand die in een Romeins schrikkeljaar op februari volgde;
- Quintilis, een maand die ter ere van Julius Caesar is hernoemd tot juli;
- Sextilis, een maand die ter ere van Imperator Caesar Augustus is hernoemd tot augustus.